# Michael Ondaatje
Œuvres principales
Le Patient anglais, La Peau d'un lion, Le Blues de Buddy Bolden, Le Fantôme d'Anil
Michael Ondaatje, né le 12 septembre 1943 à Colombo, au Ceylan britannique (actuel Sri Lanka), est un romancier et poète canadien. Son roman L'Homme flambé (The English Patient), un succès mondial, a été traduit en quarante langues et a été adapté au cinéma sous le titre Le Patient anglais.

## Biographie

### Enfance et formation
Michael Ondaatje est né le 12 septembre 1943 au Ceylan britannique. En 1954, il quitte le Ceylan pour aller s'installer en Angleterre. Dans son ouvrage autobiographique La Table des autres, publié en 2011, il relate ce voyage qu'il a effectué à l'âge de onze ans. Quelques années plus tard, en 1962, il quitte l'Angleterre pour le Canada, dont il deviendra citoyen en 1965.
Il obtient un Bachelor of Arts de l'Université de Toronto et un Master of Arts de l'Université Queen's de Kingston.

### Carrière littéraire
En 1971, il se dirige vers le domaine de l'éducation et devient professeur à l'Université York. Il travaille également comme réviseur pour les magazines littéraires Brick et Coach House Press.
Il amorce sa carrière d'écrivain par la publication de recueils de poèmes, notamment Billy the Kid, œuvres complètes : poèmes du gaucher (The Collected Works of Billy the Kid: Left-Handed Poems, 1970), qui lui vaut le Prix du Gouverneur général en 1971.
Les œuvres de Michael Ondaatje mélangent souvent des faits réels à des anecdotes imaginaires, c'est pourquoi lorsqu'il se tourne vers le genre romanesque, avec son œuvre Le Blues de Buddy Bolden (Coming Through Slaughter), qui paraît en 1976, la trame est librement inspirée de la vie du musicien de jazz Buddy Bolden. Les thèmes du multiculturalisme, de la violence et de la bizarrerie sont également des sujets récurrents dans son écriture.
Son style d'écriture est reconnu pour être cinématographique et dramatique, c'est-à-dire qu'il a le don de transmettre des images d'une grande émotion à ses lecteurs, notamment lorsqu'il incarne des personnalités ayant déjà existé comme le hors-la-loi Billy the Kid ou le musicien Buddy Bolden.
En 1992, il publie son roman le plus célèbre, L'Homme flambé (The English Patient), une histoire d'amour qui se déroule à la fin de la Deuxième Guerre mondiale. L'Homme flambé lui vaut le prix Booker et il est le premier Canadien à remporter ce prix. Le roman est ensuite adapté au cinéma par Anthony Minghella sous le titre Le Patient anglais,. L'adaptation remporte l'Oscar du meilleur film 1997 et vaut à l'actrice française Juliette Binoche l'Oscar de la meilleure actrice dans un second rôle.
En 2000, la parution du roman Le Fantôme d'Anil (Anil's Ghost) est couronné au Canada par le Prix Scotiabank Giller et un second Prix du Gouverneur général, ainsi qu'en France par le Prix Médicis étranger,.
En 1988, Michael Ondaatje est fait Officier de l'Ordre du Canada (OC).
L'écrivain participe activement au débat public sur les moyens de sortir de la crise climatique. En effet, en 2018, il figurait parmi les 200 signataires d'un appel au journal Le Monde, qui met en garde contre les conséquences dramatiques qu'amènent les changements climatiques, la pollution et la déforestation. La même année, il publie son roman Ombres sur la Tamise.

## Œuvres

### Romans
- Coming through slaughter, New York, W. W. Norton, 1976
  - Le Blues de Buddy Bolden, Montréal, Boréal, 1987
- In the skin of a lion, New York, Alfred A. Knopf, 1987
  - La peau d'un lion, Paris, Éditions Payot, 1989
- The English Patient, New York, Alfred A. Knopf, 1992
  - L'Homme flambé, Paris, Éditions de l'Olivier, 1993
- Anil's ghost, New York, Alfred A. Knopf, 2000
  - Le fantôme d'Anil, Montréal, Boréal, 2000
- Divisadero, New York, Alfred A. Knopf, 2007
  - Divisadero, Montréal, Boréal, 2007
- The Cat's Table, New York, Alfred A. Knopf, 2011
  - La table des autres, Montréal, Boréal, 2012
- Warlight, New York, Alfred A. Knopf, 2018
  - Ombres sur la Tamise, Montréal, Boréal, 2018

### Poésie
- Social Call, The Love Story, In Search of Happiness (1962)
- The Dainty Monsters, Toronto, Coach House Press, 1967
- The man with seven toes, Toronto, Coach House Press, 1969
  - L'homme aux sept orteils, Montréal, Éditions du Noroît, 2011
- The collected work of Billy the Kid : left handed poems, Toronto, Anansi, 1970
  - Billy the Kid, œuvres complètes : poèmes du gaucher, Paris, Points, 1998
- Rat Jelly, Toronto, Coach House Press, 1973
- There's a Trick with a Knife I'm Learning to Do: Poems, 1963-1978, New York, W. W. Norton, 1979
- Elimination Dance, Ontario, Nairn Coldstream, 1978
  - La Danse Éliminatoire, London, Brick Books, 1991
- Tin roof, Lantzville, Island Writing Series, 1982
- Secular Love, New York, Coach House Press, 1984
- Two Poems, Wisconsin, Perishable Press, 1986
- The Cinnamon Peeler: Selected Poems, Toronto, McClelland and Stewart, 1989
- Handwriting, New York, Alfred A. Knopf, 1999
  - Écrits à la main, Paris, Éditions de l'Olivier, 2000
- The Story, Toronto, House of Anansi Press, 2004

### Théâtre
- Les œuvres complètes de Billy the Kid, Arles, Actes Sud, coll. « Papiers », 1996

### Nouvelles
- Running in the family, New York, W. W. Norton, 1987
  - Un air de famille, Paris, Éditions de l'Olivier, 1991

## Adaptation
Son roman L'Homme flambé a été adapté au cinéma en 1996, par Anthony Minghella, sous le titre Le Patient anglais (The English Patient),. Le film remporte neuf prix lors de la cérémonie des Oscars.

## Filmographie

### Réalisation
- 1970 : The Sons of Captain Poetry[9]
- 1972 : Carry on Crime and Punishment[10]
- 1973 : Royal Canadian Hounds[8]
- 1974 : The Clinton Special : A Film About the Farm Show[11]

### Montage
- 2002 : The Conversation : Walter Murch and The Art of Editing Film[1]

## Prix et honneurs
- 1965 : lauréat du Prix Ralph Gustafson[1]
- 1966 : lauréat du Prix Epstein[1]
- 1966 : lauréat de la Médaille E. J. Pratt[1]
- 1967 : lauréat de la Médaille du président[1]
- 1971 : lauréat du Prix du Gouverneur général pour Les œuvres complètes de Billy the Kid[1],[8]
- 1980 : lauréat du Prix du Gouverneur général pour There's a Trick with a Knife I'm Learning to Do[1],[8]
- 1988 : nommé officier de l'Ordre du Canada[1]
- 1992 : lauréat du Prix du Gouverneur général, catégorie roman, pour L'homme flambé[1]
- 1992 : lauréat du Prix Booker pour L'homme flambé[3],[12]
- 1994 : lauréat du Prix des écrivains du Commonwealth, région du Canada et des Caraïbes, catégorie roman, pour Le patient anglais
- 1995 : lauréat du Prix Nelly-Sachs.
- 2000 : lauréat du Prix Scotiabank Giller pour Le fantôme d'Anil[1],[13]
- 2000 : lauréat du Prix Médicis pour Le fantôme d'Anil[6]
- 2000 : lauréat du Prix du Gouverneur général[1]
- 2000 : lauréat du prix Kiriyama Pacific Rim Book[1],[8]
- 2007 : lauréat du Prix du Gouverneur général pour Divisadero[1]
- 2016 : lauréat du Prix littéraire Saint Louis[14]
- 2018 : lauréat du Golden Man Booker pour L'homme flambé[3]